# Cuadrilla de Ayala
La Cuadrilla de Ayala (en euskera: Aiaraldea o Aiarako Koadrila) es una de las siete cuadrillas en las que se divide actualmente el territorio histórico de Álava (España). La comarca es conocida como "Cantábrica Alavesa", ya que engloba la mayor parte del territorio de esta provincia que se sitúa en la vertiente hidrográfica cantábrica y que a lo largo de la historia formó parte de la jurisdicción conocida como Tierra de Ayala. 
Las principales poblaciones de las comarca son Llodio y Amurrio, aunque la sede de las instituciones comarcales es la localidad de Respaldiza en el municipio de Ayala, que durante la primera etapa de existencia de las cuadrillas (siglos XV al XIX) era el lugar en el que se reunían las juntas de la histórica Tierra de Ayala.

## Historia
Desde el siglo XIV hasta la abolición de las instituciones forales a fines del siglo XIX la Cuadrilla de Ayala tuvo una extensión geográfica distinta a la actual, siendo por ejemplo que al momento de restauración de las instituciones comarcales forales alavesas en 1983 el municipio de Urcabustaiz (tradicionalmente parte de la Cuadrilla de Ayala) fue asignado a la Cuadrilla de Zuya.

## Geografía
La comarca se sitúa al noroeste de Álava, limitando con Vizcaya y la provincia de Burgos con una superficie de 339,13 km² y una población de 34.572 habitantes (2014). La mayor parte de la comarca se sitúa en la cuenca alta del río Nervión. A pesar de pertenecer a Álava, la comarca se encuentra dentro del área de influencia de Bilbao.
Incluye los municipios de Amurrio, Arceniega, Ayala, Llodio y Oquendo. Aglutina un total de 45 localidades, siendo las principales poblaciones Llodio y Amurrio, que son respectivamente la segunda y tercera poblaciones más habitadas de Álava.
Los municipios que componen la Cuadrilla de Ayala son:
| # | Municipio          | Concejos | Alcalde                  | Partido Político      | Población (2016) | % Población | Territorio km² |
| - | ------------------ | --- | ------------------------ | --------------------- | ---------------- | ----------- | -------------- |
| 1 | Amurrio            | Aloria Artómaña Barambio Délica Larrimbe Lecamaña Lezama Saracho Tertanga | Josune Irabien Marigorta | EAJ-PNV + PSE-EE-PSOE | 10 260           | 29,80       | 96,36          |
| 2 | Arceniega          | Arceniega Campijo Gordéliz Mendieta Retes de Tudela Santa Coloma Sojoguti | Joseba Vivanco Retes     | EH Bildu              | 1840             | 5,34        | 27,45          |
| 3 | Ayala              | Aguíñiga Añes Costera Erbi Echegoyen Izoria Lejarzo Luyando Lujo Llanteno Madaria Maroño Menagaray-Beotegui Menoyo Murga Oceca Olabezar Quejana Respaldiza Retes de Llanteno Salmantón Sojo Zuaza | Gentza Alamillo          | EAJ-PNV               | 2946             | 8,56        | 140,85         |
| 4 | Llodio             | | Ainize Gastaka Martínez  | EH Bildu              | 18 212           | 52,90       | 37,56          |
| 5 | Oquendo            | | Jon Escuza del Campo     | EAJ-PNV               | 1171             | 3,40        | 29,90          |
|   | Cuadrilla de Ayala | |                          |                       | 34 429           | 100         | 328,12         |

## Localidades de la Cuadrilla de Ayala
|    | Nombre localidad  | Nombre oficial                 | Municipio | Población 2022 |
| 1  | Llodio            | Laudio/Llodio                  | Llodio    | 17 906         |
| 2  | Amurrio           | Amurrio                        | Amurrio   | 9211           |
| 3  | Arceniega         | Artziniega                     | Arceniega | 1686           |
| 4  | Luyando           | Luiaondo                       | Ayala     | 1229           |
| 5  | Irabayen          | Irabien                        | Oquendo   | 831            |
| 6  | Respaldiza        | Arespalditza/Respaldiza        | Ayala     | 486            |
| 7  | Lezama            | Lezama                         | Amurrio   | 242            |
| 8  | Larrimbe          | Larrinbe                       | Amurrio   | 240            |
| 9  | Izoria            | Izoria                         | Ayala     | 166            |
| 10 | Villachica        | Villachica                     | Oquendo   | 165            |
| 11 | Menagaray         | Menagarai                      | Ayala     | 160            |
| 12 | Délica            | Delika                         | Amurrio   | 152            |
| 13 | Barambio          | Baranbio                       | Amurrio   | 135            |
| 14 | Murga             | Murga                          | Ayala     | 134            |
| 15 | Zuaza             | Zuaza/Zuhatza                  | Ayala     | 129            |
| 16 | Ugalde            | Ugalde                         | Oquendo   | 125            |
| 17 | Llanteno          | Llanteno                       | Ayala     | 104            |
| 18 | Saracho           | Saratxo                        | Amurrio   | 86             |
| 19 | Tertanga          | Tertanga                       | Amurrio   | 84             |
| 20 | Olabezar          | Olabezar                       | Ayala     | 77             |
| 21 | Beotegui          | Beotegi                        | Ayala     | 68             |
| 22 | Arechaga          | Aretxaga                       | Oquendo   | 66             |
| 23 | Artómaña          | Artomaña                       | Amurrio   | 64             |
| 24 | Retes de Llanteno | Retes de Llanteno              | Ayala     | 57             |
| 25 | Sojo              | Sojo/Soxo                      | Ayala     | 42             |
| 26 | Lecamaña          | Lekamaña                       | Amurrio   | 42             |
| 27 | Quejana           | Quejana/Kexaa                  | Ayala     | 35             |
| 28 | Gordéliz          | Gordeliz                       | Arceniega | 34             |
| 29 | Menoyo            | Menoio                         | Ayala     | 34             |
| 30 | Salmantón         | Salmantón                      | Ayala     | 33             |
| 31 | Sojoguti          | Sojoguti/Soxoguti              | Arceniega | 31             |
| 32 | Retes de Tudela   | Retes de Tudela/Erretes Tudela | Arceniega | 31             |
| 33 | Costera           | Costera/Opellora               | Ayala     | 30             |
| 34 | Maroño            | Maroño                         | Ayala     | 27             |
| 35 | Aloria            | Aloria                         | Amurrio   | 25             |
| 36 | Aguíñiga          | Agiñaga                        | Ayala     | 23             |
| 37 | Añes              | Añes                           | Ayala     | 19             |
| 38 | Lejarzo           | Lejarzo/Lexartzu               | Ayala     | 17             |
| 39 | Echegoyen         | Etxegoien                      | Ayala     | 17             |
| 40 | Oceca             | Ozeka                          | Ayala     | 14             |
| 41 | Erbi              | Erbi                           | Ayala     | 11             |
| 42 | Campijo           | Campijo                        | Arceniega | 11             |
| 43 | Santa Coloma      | Santa Koloma                   | Arceniega | 10             |
| 44 | Mendieta          | Mendieta                       | Arceniega | 7              |
| 45 | Madaria           | Madaria                        | Ayala     | 6              |
| 46 | Lujo              | Lujo/Luxo                      | Ayala     | 3              |
| 47 | Jandiola          | Jandiola                       | Oquendo   | (Arechaga)     |
| 48 | San Román         | San Román                      | Oquendo   | (Arechaga)     |
| 49 | Zudubiarte        | Zudubiarte                     | Oquendo   | (Arechaga)     |

## Circunscripción electoral
La elección de los junteros se realiza sobre la base de 3 circunscripciones electorales basados en las cuadrillas o comarcas alavesas: Cuadrilla de Vitoria (38 apoderados); Cuadrilla de Ayala (5 apoderados) y Tierras Esparsas, que agrupa las 5 cuadrillas restantes (7 apoderados). 
- Cuadrilla de Ayala : 5 apoderados (anteriormente 6 apoderados, pierde un apoderado desde las elecciones de 2019)

Distribución tras las Elecciones Forales de 2023:
- Partido Nacionalista Vasco: 3
- EH Bildu: 2

Distribución tras las Elecciones Forales de 2019:
- Partido Nacionalista Vasco: 3
- EH Bildu: 2

Distribución tras las Elecciones Forales de 2015:
- Partido Nacionalista Vasco: 3
- EH Bildu: 2
- Podemos: 1

Distribución tras las Elecciones Forales de 2011:
- Partido Nacionalista Vasco: 3
- Bildu (EA-Alternatiba): 3

Distribución tras las Elecciones Forales de 2007:
- Partido Nacionalista Vasco: 3
- Eusko Alkartasuna: 2
- Partido Socialista de Euskadi-Euskadiko Ezkerra (PSOE): 1